# Општина Мамуша
Општина Мамуша (алб. Mamushë / Mamusha; тур. Mamuşa) је варошица на Косову и Метохији 19 km удаљена од Призрена. 13. септембра 2005. године Специјални представник УН-а је представио Општину Мамушу као пробну општину (пилот пројекат), а пуноправан статус општине је стекла 2. октобра 2008. године по законима институција Косова. 1. децембра 2008. године је донет Статут општине Мамуша. По законима Републике Србије и по важећем Закону о територијалној организацији Републике Србије насеље Мамуша је у саставу општине Призрен. Ово је најмања општина на Косову и Метохији по површини, која износи 1.094 ha. Значајну чињеницу у добијању статуса општине, чини податак да је ово једино насеље са турском етничком већином на Косову и Метохији. Општину чини једно насељено место и то сама Мамуша, граничи се са општином Призрен на југу, општином Сува Река на североистоку и општином Ораховац на северозападу. 22. маја 2009. године је отворена зграда општине Мамуша.
Популација:
- попис становништва 1961.:УКУПНО: 1.590 од тога Турци: 1.220
- попис становништва 1971.: УКУПНО: 2.038 од тога Турци: 1.794
- попис становништва 1981.: УКУПНО: 2.752 од тога Турци: 2.372
- попис становништва 1991.: УКУПНО: 2.939 од тога Турци 2.752
- попис становништва 2011.: УКУПНО: 5.507 од тога Турака 5.128 (93,12%) и 327 Албанаца (5,94%).